# Muntele Bocului, Cluj
Muntele Bocului (în maghiară Bikalathavas) este un sat în comuna Băișoara din județul Cluj, Transilvania, România.
În anul 2009 avea mai puțin de 20 de locuitori.

## Date geografice
Altitudini între 890 și 1280 m.